# Anthostema senegalense
Anthostema senegalense är en törelväxtart som beskrevs av Adrien Henri Laurent de Jussieu. Anthostema senegalense ingår i släktet Anthostema och familjen törelväxter. Inga underarter finns listade i Catalogue of Life.